# American Le Mans Series

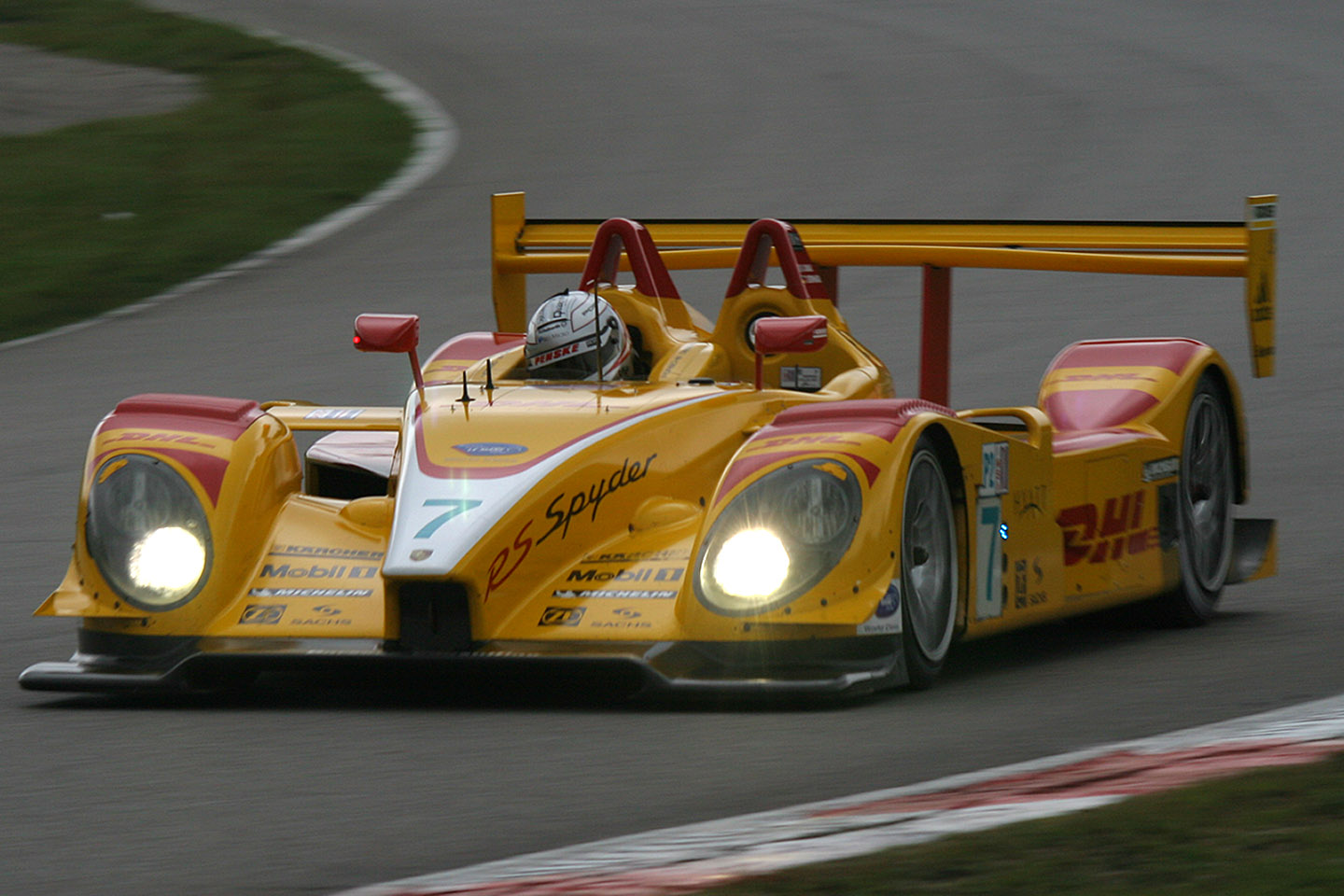
Porsche RS Spyder em 2007

A American Le Mans Series (ALMS) foi uma competição automobilística com provas nos Estados Unidos e no Canadá que se realizou entre 1999 e 2013. Era constituída por uma série de corridas de longa e média duração, e criada no espírito das 24 Horas de Le Mans.
Em 2014 a ALMS fundiu-se com a Grand-Am Rolex Sports Car Series (outra competição similar) originando a United SportsCar Championship (USCC).

## História

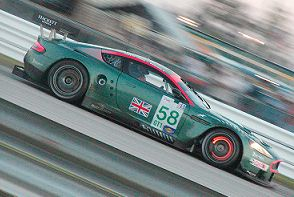
Aston Martin DBR9 durante as 12 Horas de Sebring de 2005

A categoria foi criada por empresário americano Don Panoz e sua primeira temporada foi em 1999. Panoz criou uma parceria com a Automobile Club de l'Ouest (ACO), os oraganizadores das 24 Horas de Le Mans, para começar uma corrida de 10 horas no espírito da Le Mans, intitulado  Petit Le Mans. A primeira Petit Le Mans foi feita em 1998 como parte da International Motor Sports Association, na qual Panoz foi um investidor. Para 1999, a série mudou seu nome para o American Le Mans Series, e aprovou as regras da ACO.
A parceria com o ACO permite que equipes da ALMS ganhem inscrições automáticas nas 24 Horas de Le Mans. Esta foi uma prática que começou com o discurso inaugural Petit Le Mans, uma prática que continua hoje, onde as equipes que terminam em primeiro e segundo lugares em cada categoria ganham entradas para o próximo ano de 24 Horas. A corrida em Adelaide da ALMS, em 2000 também recebeu cadastros automáticos.
Os convites são alargados aos campeões da série que começa em 2003, para a corrida de 2004. O ACO tem dado uma grande consideração as equipes que estão competindo em corridas da ALMS. e muitas equipes da ALMS conseguiram sucesso nas 24 Horas.

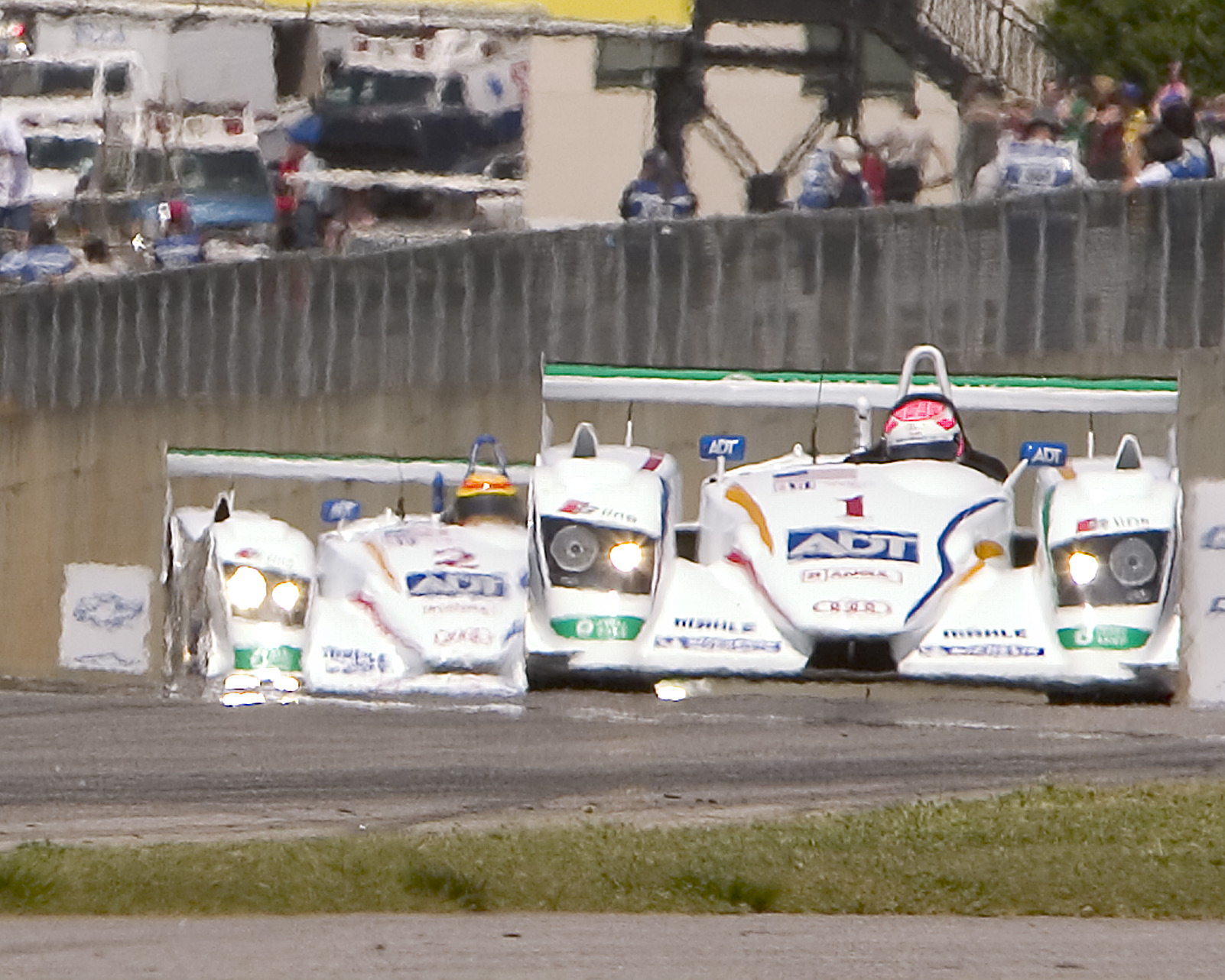
GP de Atlanta de 2005

A categoria começou com oito corridas em 1999, começando com o 12 Horas de Sebring, e terminando no Las Vegas Motor Speedway. O título ficou com a Panoz MotorSports na categoria LMP, com a Dodge Viper Team Oreca na GTS, e com a Prototype Technology Group na GT. O calendário foi expandido para 12 corridas em 2000, incluindo duas provas na Europa e uma na Austrália. Nos anos seguintes, a etapas européias foram retiradas do calendário, com a criação da European Le Mans, e mais tarde o Le Mans Series. A categoria também começou a afastar-se das provas em ovais, road courses e superspeedwas, como Charlotte Motor Speedway, Las Vegas, e Texas Motor Speedway. Ultimamente, a categoria tem disputado em provas de ruas temporários, muitas em conjunto com a Indy Racing League. A categoria correu em Laguna Seca, Mosport, Road Atlanta e Sebring, em todos os anos de sua existência.
A ALMS foi a primeira categoriade corridas automobilísticas na América do Norte a ser reconhecido pelo United States Environmental Protection Agency (EPA), pela United States Department of Energy (DOE), e pela Society of Automotive Engineers (SAE), a ser reconhecido como um "Green Racing Series". E está prevista a realização de uma nova categoria implementadas em conjunto corridas dedicado ao ambiente explorando a primeira Green Challenge durante a Petit Le Mans de 2008 e iria continuar pelo menos até toda a temporada 2009.

## Visão geral

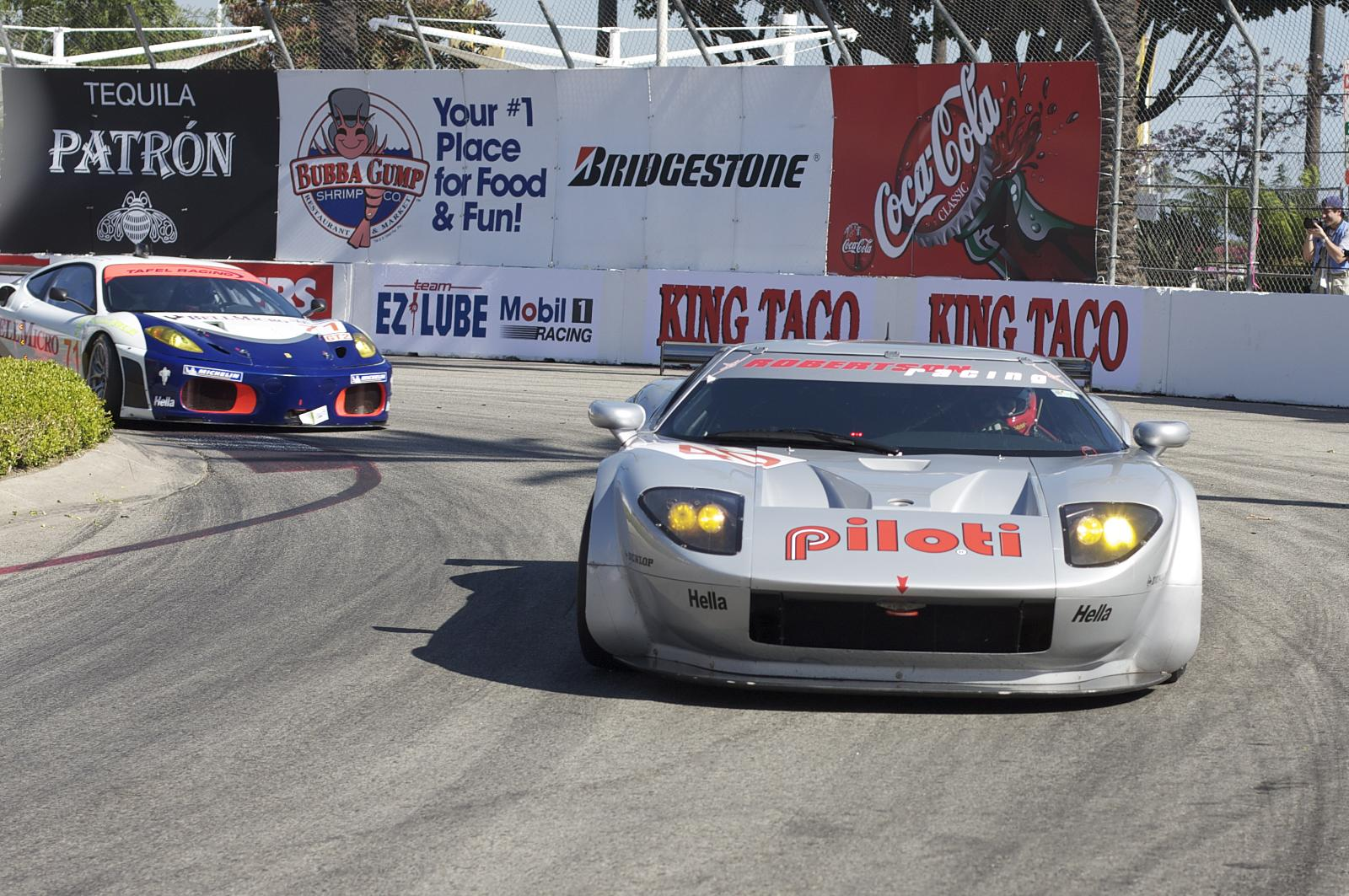
Roberston Racing's Ford GT em Long Beach 2008

A American Le Mans Series utiliza essencialmente as mesmas regras que as 24 Horas de Le Mans. Tal como acontece com as 24 Horas, os carros são divididos em quatro classes. Objetivo-construído corrida com carros fechados defensas competir nas classe Protótipo (LMP1 e LMP2) e automóveis esportivos modificados competindo na classe Grand Touring (GT1 e GT2, anteriormente GTS e GT). Cada carro é pilotado por vários pilotos (dois ou três dependendo da duração da corrida) e todos os carros de cada categoria disputam simultaneamente.
As equipes campeãs e vice-campeãs em cada classe, no final da temporada receberá automaticamente um convite para o próximo ano das 24 Horas de Le Mans. Além disso, equipes corsarias (equipes que não são suportados pelos fabricantes) disputam na Copa IMSA, bem como prêmios especiais para cada corrida. Atualmente, existem equipes fábrica em todas as quatro classes: Audi na LMP1, Porsche, Mazda, e Acura na LMP2, Chevrolet na GT1, e Aston Martin, Panoz, Ferrari, e Porsche na GT2. Outras fabricantes incluindo Ford e Dodge. BMW, Cadillac, e Chrysler competiram anteriormente.

## Green Challenge

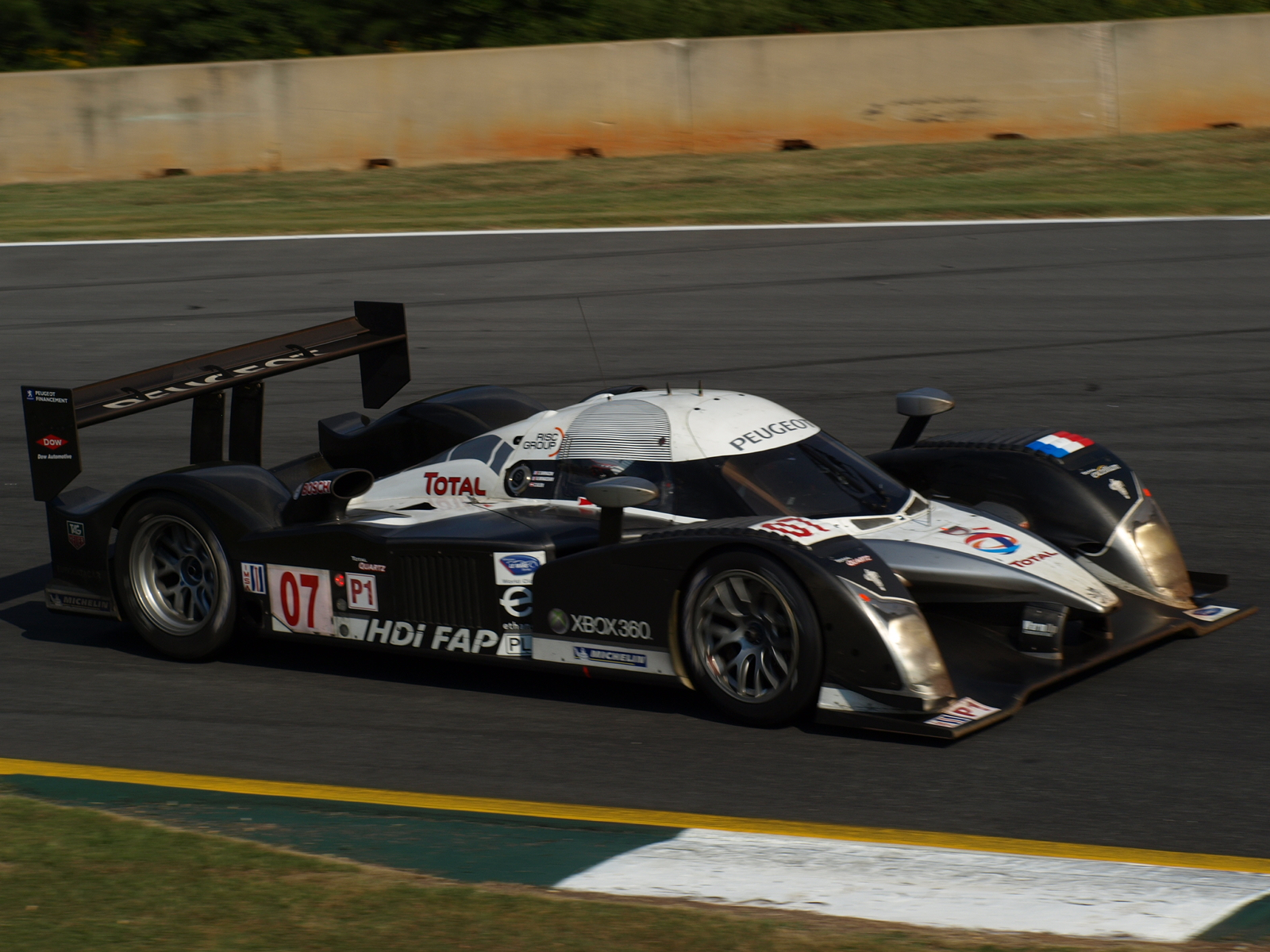
Stéphane Sarrazin no Peugeot 908 na Petit Le Mans de 2008

Em janeiro, a American Le Mans Series anunciou que realizará a sua primeira competição da "Green Challenge" durante a Petit Le Mans no Road Atlanta em outubro, à frente do desafio, sendo implementado em todas as  corridas da ALMS em 2009. Em conjunto com a United States Environmental Protection Agency (EPA), a United States Department of Energy (DOE), e a Society of Automotive Engineers, a categoria tenha desvendado o regras e regulamentações da "Green Challenge". Duas classes correram com veículos com baixas emissões de CO2 ou motores verdes incluindo o GT1 Chevrolet Corvette C6.R com o  E85 etanol celulósico com motor 7.0 litro V8 e o LMP1 Audi R10 TDI com o 5.5 litro turbodiesel V12.

## Lista de campeões
Nota: Pilotos campeões podem não ter necessariamente corrido para a mesma equipe que venceu o campeonato de equipes.
| Ano                                 |                                    | LMP                                                | LMP                                                | LMP                                                            | GTS                                             | GT                                              |
| ----------------------------------- | ---------------------------------- | -------------------------------------------------- | -------------------------------------------------- | -------------------------------------------------------------- | ----------------------------------------------- | ----------------------------------------------- |
| 1999                                | Equipe Carro                       | Panoz Motorsports (Panoz GTR-1 Panoz LMP-1 - Élan) | Panoz Motorsports (Panoz GTR-1 Panoz LMP-1 - Élan) | Panoz Motorsports (Panoz GTR-1 Panoz LMP-1 - Élan)             | Viper Team Oreca (Dodge Viper GTS-R)            | Prototype Technology Group (BMW M3 GTR)         |
| 1999                                | Pilotos                            | Elliott Forbes-Robinson                            | Elliott Forbes-Robinson                            | Elliott Forbes-Robinson                                        | Olivier Beretta                                 | Cort Wagner                                     |
| 2000                                | Equipe Carro                       | Audi Sport North America (Audi R8R) (Audi R8)      | Audi Sport North America (Audi R8R) (Audi R8)      | Audi Sport North America (Audi R8R) (Audi R8)                  | Viper Team Oreca (Dodge Viper GTS-R)            | Dick Barbour Racing (Porsche 911 GT3-R)         |
| 2000                                | Pilotos                            | Allan McNish                                       | Allan McNish                                       | Allan McNish                                                   | Olivier Beretta                                 | Dirk Müller                                     |
| 2001                                |                                    | LMP900                                             | LMP900                                             | LMP675                                                         | GTS                                             | GT                                              |
| 2001                                | Equipe Carro                       | Audi Sport North America (Audi R8)                 | Audi Sport North America (Audi R8)                 | Dick Barbour Racing (Reynard 01Q - Judd)                       | Corvette Racing (Chevrolet Corvette C5-R)       | BMW Motorsport (BMW M3 GTR)                     |
| 2001                                | Pilotos                            | Emanuele Pirro                                     | Emanuele Pirro                                     | Didier de Radigues                                             | Terry Borcheller                                | Jörg Müller                                     |
| 2002                                |                                    |                                                    |                                                    |                                                                |                                                 |                                                 |
| Equipe Carro                        | Audi Sport North America (Audi R8) | Audi Sport North America (Audi R8)                 | KnightHawk Racing (MG-Lola EX257)                  | Corvette Racing (Chevrolet Corvette C5-R)                      | Alex Job Racing (Porsche 911 GT3-RS)            |                                                 |
| Pilotos                             | Tom Kristensen                     | Tom Kristensen                                     | Jon Field                                          | Ron Fellows                                                    | Lucas Luhr Sascha Maassen                       |                                                 |
| 2003                                | Equipe Carro                       | Infineon Team Joest (Audi R8)                      | Infineon Team Joest (Audi R8)                      | Dyson Racing (MG-Lola EX257)                                   | Corvette Racing (Chevrolet Corvette C5-R)       | Alex Job Racing (Porsche 911 GT3-RS)            |
| 2003                                | Pilotos                            | Frank Biela Marco Werner                           | Frank Biela Marco Werner                           | Chris Dyson                                                    | Ron Fellows Johnny O'Connell                    | Lucas Luhr Sascha Maassen                       |
| 2004                                |                                    | LMP1                                               | LMP1                                               | LMP2                                                           | GTS                                             | GT                                              |
| 2004                                | Equipe Carro                       | ADT Champion Racing (Audi R8)                      | ADT Champion Racing (Audi R8)                      | Miracle Motorsports (Lola B2K/40 - Nissan) (Courage C65 - AER) | Corvette Racing (Chevrolet Corvette C5-R)       | Alex Job Racing (Porsche 911 GT3-RSR)           |
| 2004                                | Pilotos                            | Marco Werner JJ Lehto                              | Marco Werner JJ Lehto                              | Ian James                                                      | Ron Fellows Johnny O'Connell                    | Timo Bernhard                                   |
| 2005                                |                                    | LMP1                                               | LMP1                                               | LMP2                                                           | GT1                                             | GT2                                             |
| 2005                                | Equipe Carro                       | ADT Champion Racing (Audi R8)                      | ADT Champion Racing (Audi R8)                      | Intersport Racing (Lola B05/40 - AER)                          | Corvette Racing (Chevrolet Corvette C6.R)       | Petersen/White Lightning (Porsche 911 GT3 RSR)  |
| 2005                                | Pilotos                            | Frank Biela Emanuele Pirro                         | Frank Biela Emanuele Pirro                         | Clint Field                                                    | Olivier Beretta Oliver Gavin                    | Patrick Long Jörg Bergmeister                   |
| 2006                                | Equipe Carro                       | Audi Sport North America (Audi R8) (Audi R10 TDI)  | Audi Sport North America (Audi R8) (Audi R10 TDI)  | Penske Racing (Porsche RS Spyder)                              | Corvette Racing (Chevrolet Corvette C6.R)       | Risi Competizione (Ferrari F430 GT2)            |
| 2006                                | Pilotos                            | Rinaldo Capello Allan McNish                       | Rinaldo Capello Allan McNish                       | Lucas Luhr Sascha Maassen                                      | Olivier Beretta Oliver Gavin                    | Jörg Bergmeister                                |
| 2007                                | Equipe Carro                       | Audi Sport North America (Audi R10 TDI)            | Audi Sport North America (Audi R10 TDI)            | Penske Racing (Porsche RS Spyder)                              | Corvette Racing (Chevrolet Corvette C6.R)       | Risi Competizione (Ferrari F430 GT2)            |
| 2007                                | Pilotos                            | Rinaldo Capello Allan McNish                       | Rinaldo Capello Allan McNish                       | Timo Bernhard Romain Dumas                                     | Olivier Beretta Oliver Gavin                    | Mika Salo Jaime Melo                            |
| 2008                                | Equipe Carro                       | Audi Sport North America (Audi R10 TDI)            | Audi Sport North America (Audi R10 TDI)            | Penske Racing (Porsche RS Spyder)                              | Corvette Racing (Chevrolet Corvette C6.R)       | Flying Lizard Motorsports (Porsche 997 GT3-RSR) |
| 2008                                | Pilotos                            | Lucas Luhr Marco Werner                            | Lucas Luhr Marco Werner                            | Timo Bernhard Romain Dumas                                     | Johnny O'Connell Jan Magnussen                  | Jörg Bergmeister Wolf Henzler                   |
| 2009                                |                                    | LMP1                                               | LMP1                                               | LMP2                                                           | GT2                                             | Challenge                                       |
| 2009                                | Equipe Carro                       | Patrón Highcroft Racing (Acura ARX-02a)            | Patrón Highcroft Racing (Acura ARX-02a)            | Lowe's Fernández Racing (Acura ARX-01B)                        | Flying Lizard Motorsports (Porsche 997 GT3-RSR) | Snow Racing (Porsche 997 GT3 Cup)               |
| 2009                                | Pilotos                            | David Brabham Scott Sharp                          | David Brabham Scott Sharp                          | Adrian Fernández Luis Díaz                                     | Patrick Long Jörg Bergmeister                   | Martin Snow Melanie Snow                        |
| 2010                                |                                    | LMP                                                | LMP                                                | LMPC                                                           | GT                                              | GTC                                             |
| 2010                                | Equipe Carro                       | Patrón Highcroft Racing (HPD ARX-01C)              | Patrón Highcroft Racing (HPD ARX-01C)              | Level 5 Motorsports (Oreca FLM09)                              | BMW Rahal Letterman Racing (BMW M3 GT2)         | Black Swan Racing (Porsche 997 GT3 Cup)         |
| 2010                                | Pilotos                            | David Brabham Simon Pagenaud                       | David Brabham Simon Pagenaud                       | Scott Tucker                                                   | Patrick Long Jörg Bergmeister                   | Tim Pappas Jeroen Bleekemolen                   |
| 2011                                |                                    | LMP1                                               | LMP2                                               | LMPC                                                           | GT                                              | GTC                                             |
| 2011                                | Equipe Carro                       | Dyson Racing Team (Lola-Mazda B09/86)              | Level 5 Motorsports (Lola B11/40) (HPD ARX-01g)    | CORE Autosport (Oreca FLM09)                                   | BMW Team RLL (BMW M3 GT2)                       | Black Swan Racing (Porsche 997 GT3 Cup)         |
| 2011                                | Pilotos                            | Chris Dyson Guy Smith                              | Christophe Bouchut Scott Tucker                    | Ricardo González Gunnar Jeannette Eric Lux1                    | Joey Hand Dirk Müller                           | Tim Pappas                                      |
| 2012                                |                                    | P1                                                 | P2                                                 | PC                                                             | GT                                              | GTC                                             |
| 2012                                | Equipe Carro                       | Muscle Milk Pickett Racing (HPD-Honda ARX-03a)     | Level 5 Motorsports (HPD-Honda ARX-03b)            | CORE Autosport (Oreca FLM09)                                   | Corvette Racing (Chevrolet Corvette C6.R)       | Alex Job Racing (Porsche 997 GT3 Cup)           |
| 2012                                | Pilotos                            | Klaus Graf Lucas Luhr                              | Christophe Bouchut Scott Tucker                    | Alex Popow                                                     | Oliver Gavin Tommy Milner                       | Cooper MacNeil                                  |
| 2013                                | Equipe Carro                       | Muscle Milk Pickett Racing (HPD-Honda ARX-03a)     | Level 5 Motorsports (HPD-Honda ARX-03b)            | CORE Autosport (Oreca FLM09)                                   | Corvette Racing (Chevrolet Corvette C6.R)       | Flying Lizard Motorsports (Porsche 997 GT3 Cup) |
| 2013                                | Pilotos                            | Klaus Graf Lucas Luhr                              | Scott Tucker                                       | Mike Guasch                                                    | Antonio García Jan Magnussen                    | Jeroen Bleekemolen Cooper MacNeil               |
| Fusão da ALMS com a Gran-Am no USCC |                                    |                                                    |                                                    |                                                                |                                                 |                                                 |